# Versoix
Versoix là một đô thị thuộc bang Genève, Thụy Sĩ, bên hữu ngạn hồ Léman. Đây là thị xã cuối cùng của bang Genève nằm trên tuyến đướng đông bắc về phía Lausanne, trước khi bang Vaud bắt đầu. Ở đây có nhà ga xe lửa trên tuyến SBB-CFF-FFS chạy giữa Coppet và Genève. Về phía Vaud, làng kế bên là Mies.
Đô thị này cách Genève khoảng 10 km.

## Tham khảo

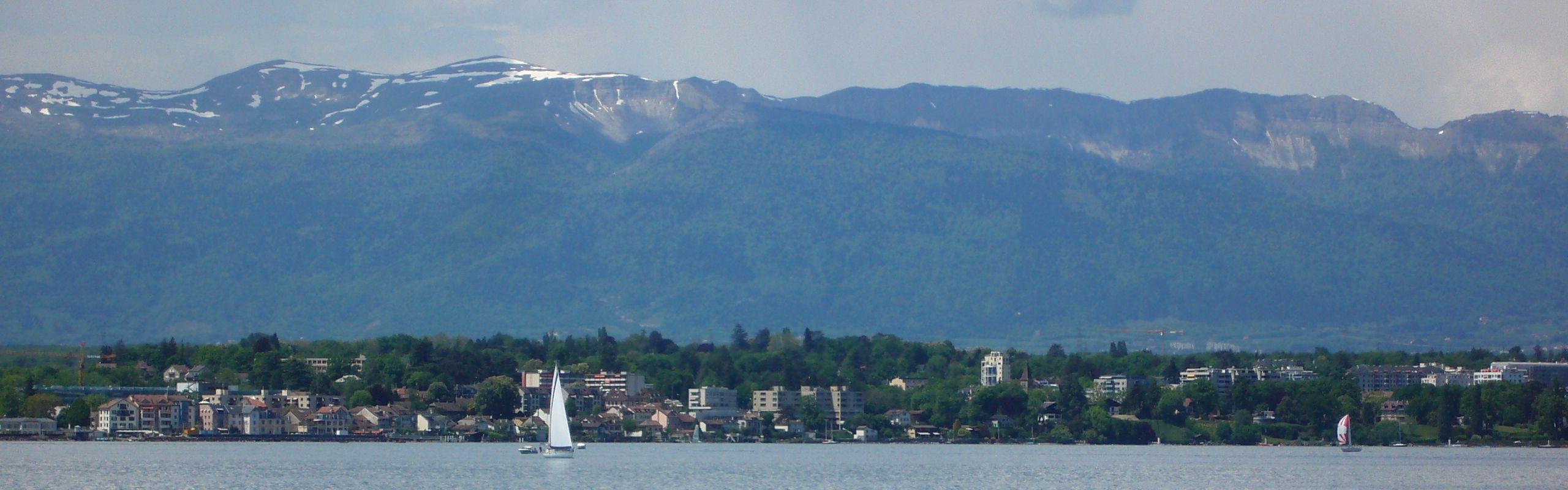
Versoix nhìn từ hồ Genève.